# Buclovany
Buclovany (hongrois : Buczló) est un village de Slovaquie situé dans la région de Prešov.

## Histoire
Première mention écrite du village en 1345.

## Démographie

### Évolution de la population
| Année:               | 1994. | 2004.   | 2014.   | 2024.   |
| -------------------- | ----- | ------- | ------- | ------- |
| Nombre de personnes: | 244   | 228     | 213     | 199     |
| Différence:          |       | -6,55 % | -6,57 % | -6,57 % |

| Année:               | 2023. | 2024.   |
| -------------------- | ----- | ------- |
| Nombre de personnes: | 203   | 199     |
| Différence:          |       | -1,97 % |